# Берлін (округ Марафон, Вісконсин)
Берлін (англ. Berlin) — місто (англ. town) в США, в окрузі Марафон штату Вісконсин. Населення — 949 осіб (2020).

## Демографія
Згідно з переписом 2010 року, у місті мешкало 945 осіб у 364 домогосподарствах у складі 293 родин. Було 387 помешкань
Расовий склад населення:
| - 98,8 % — білих - 0,3 % — азіатів |

До двох чи більше рас належало 0,1 %. Частка іспаномовних становила 1,4 % від усіх жителів.
За віковим діапазоном населення розподілялося таким чином: 22,8 % — особи молодші 18 років, 63,0 % — особи у віці 18—64 років, 14,2 % — особи у віці 65 років та старші. Медіана віку мешканця становила 42,3 року. На 100 осіб жіночої статі у місті припадало 108,6 чоловіків;  на 100 жінок у віці від 18 років та старших — 103,3 чоловіків також старших 18 років.
Середній дохід на одне домашнє господарство  становив 80 251 долар США (медіана — 67 763), а середній дохід на одну сім'ю — 92 995 доларів (медіана — 77 500). Медіана доходів становила 51 771 долар для чоловіків та 40 625 доларів для жінок. За межею бідності перебувало 2,4 % осіб, у тому числі 0,0 % дітей у віці до 18 років та 4,1 % осіб у віці 65 років та старших.
Цивільне працевлаштоване населення становило 532 особи. Основні галузі зайнятості: освіта, охорона здоров'я та соціальна допомога — 27,6 %, виробництво — 21,2 %, сільське господарство, лісництво, риболовля — 8,8 %, фінанси, страхування та нерухомість — 7,7 %.